# Sandwick
Sandwick är en ort i Storbritannien.   Den ligger i kommunen Shetlandsöarna och riksdelen Skottland, i den norra delen av landet, 900 km norr om huvudstaden London. Sandwick ligger 14 meter över havet och antalet invånare är 1 217. Den ligger på ön Mainland.
Terrängen runt Sandwick är platt åt sydost, men åt nordväst är den kuperad. Havet är nära Sandwick åt sydost.